# Емі Ландекер
Емі Ландекер (англ. Amy Landecker, нар.. 30 вересня 1969) — американська акторка.

## Життєпис і кар'єра
Емі Ландекер народилася в Чикаго, штат Іллінойс (США), у родині радіоведучого і адвоката. Більшу частину своєї кар'єри пропрацювала в театрі. Переїхала до Лос-Анджелеса в 38 років і почала регулярно з'являтися на телебаченні та в кіно. На великому екрані відома за роллю в номінованому на «Оскар» фільмі 2009 року «Серйозний людина». Вона отримала гарні відгуки критики за гру у фільмі і після початку появи в таких серіалах, як «Закон і порядок: Спеціальний корпус», «Луї», «Морська поліція: Спецвідділ», «Доктор Хаус», «Божевільні» і багатьох інших.
У 2011 році Ландекер виконала головну жіночу роль у комедійному серіалі «Шоу Пола Рейзера», який був закритий після одного короткого сезону, а в 2011—2012 роках виконала роль лікарки Мішель Бенкс в серіалі «Помста». Вона також з'явилася у фільмах 2013 року «Досить слів» і «Завершити історію» та зіграла одну з центральних ролей у фільмі «Континуум». В 2014 році Ландекер виконала головну роль в серіалі Amazon «Очевидне».

## Особисте життя
У 2005—2011 роки Емі Ландекер була одружена з Джексоном Лінчем, народила дитину. З 17 липня 2019 року одружена з актором Бредлі Вітфордом, з яким зустрічалась чотири роки до весілля.

## Фільмографія
- Тимчасова дівчина (1998)
- Запалюйте, хлопці (1999)
- Закохатися в наречену брата (2007)
- Серйозна людина (2009)
- Майже Різдво (2013)
- Завершити історію (2013)
- Досить слів (2013)
- Континуум (2015)
- Доктор Стрендж (2016)
- Зникла безвісти (2023)